# Гомельавиа

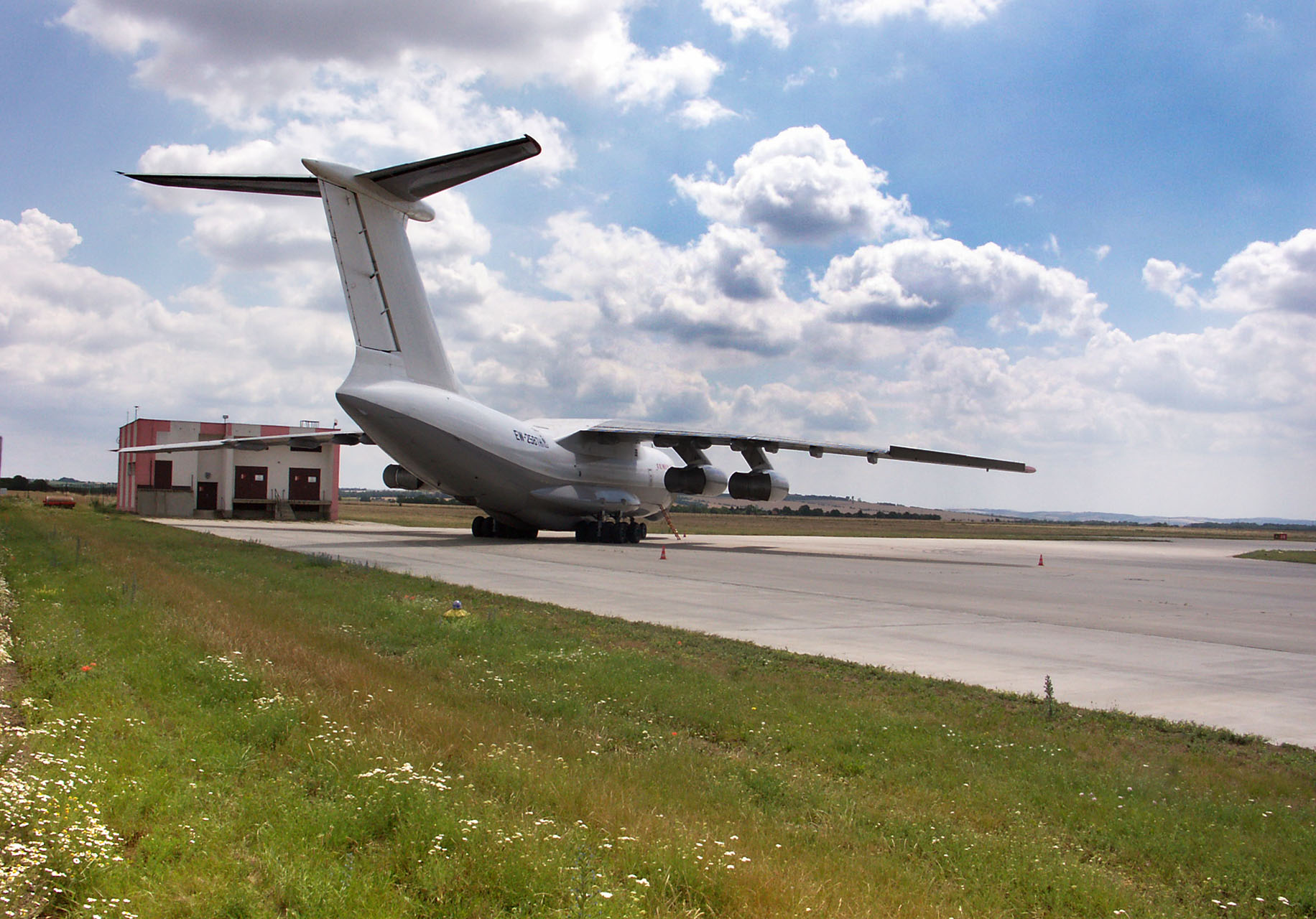
Ил-76 Гомельавиа (аэропорт Брно)

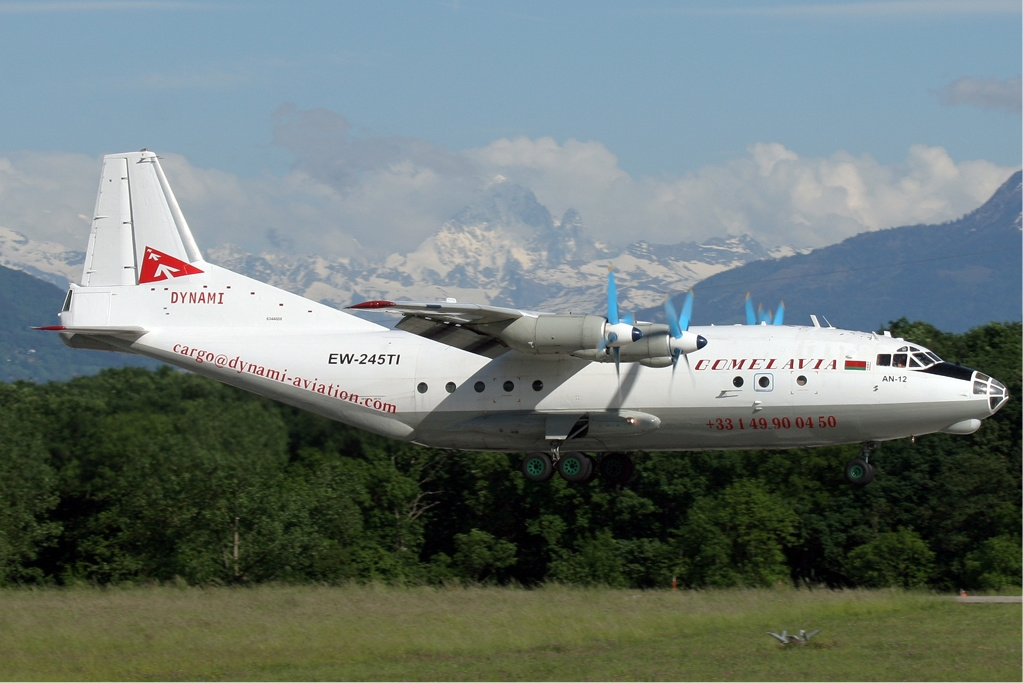
Ан-12 авиакомпании Гомельавиа, 2009 год

Гомельа́виа — упразднённая белорусская авиакомпания, входившая наряду с аэропортом г. Гомеля в республиканское авиационное унитарное предприятие «Аэропорт Гомельавиа».

## История
Гомельский объединённый авиаотряд в составе Белорусского УГА Аэрофлота был создан в 1964 году из 105-го лётного отряда ГВФ. Отряд эксплуатировал самолёты Як-12, Ан-2, Ан-24, Ан-26 и Ту-134, а также вертолёты Ми-2. После распада единого советского Аэрофлота отряд получил независимость. В 1996 году на его основе была создана авиакомпания «Гомельавиа».
Авиакомпания использовала самолёты Ан-2, Ан-24, Ан-26, Ту-134, Ту-154 и Ил-76.
Выполнялись регулярные рейсы в Минск и Калининград. В разные годы выполнялись программы чартерных полетов в Италию, Германию, Испанию, Болгарию, Турцию, Китай, Индию, Объединённые Арабские Эмираты, Гвинею, Мали, Анголу, Конго и другие страны. На протяжении почти 15 лет компания осуществляла перевозку вахт белорусских нефтяников в регионы Западной Сибири.
Выполнение рейсов прекращено с 22 февраля 2011 года.

## Флот
По данным на январь 2005 года, авиакомпания «Гомельавиа» располагала следующими самолётами:
- 4 Ан-24РВ
- 1 Ан-24Б
- 1 Ту-134А

В марте 2006 года парк самолётов пополнился грузовым Ил-76, всего в распоряжении авиакомпании «Гомельавиа» было три таких самолёта.